# Lomographa taminaria
Lomographa taminaria är en fjärilsart som beskrevs av Jacob Hübner 1825. Lomographa taminaria ingår i släktet Lomographa och familjen mätare. Inga underarter finns listade i Catalogue of Life.